# VOI SQUARE CAT
VOI SQUARE CAT（ボイスクエアキャット）は、日本の3人組ロックバンドである。所属事務所はG-STAR.PRO。自主レーベル名はSHIFT0 RECORDS（シフトレコーズ）。略称は「ぼいすく」。

## 来歴
同じ高校の軽音楽部で出会ったMutsumi(Vo&Ba)・Hasshi-(Dr)がコピバン活動を経て、2014年にオリジナルメンバーとして結成。同年9月に初ライブを行い、東京を中心に各地のライブハウスで精力的なライブ活動を積み重ね、ファンからは勿論、同世代のアーティストや音楽関係者からも一目を置かれるライブ力を培っていった。
Yumika(Gt)は2019年に当時所属していた別のバンドで初共演。その後の2021年の共演から3年後に再会し、ライブサポート期間を経て2024年9月に正式メンバーとして加入。
現在(2025年7月)のプロフィールは、「耳なじみの良いキャッチーなメロディー、力強く背中を押される情熱のこもった等身大の歌詞が彼らの楽曲の魅力だが、その音楽性と人間性の魅力がより顕著に輝く瞬間はライブである。 エネルギッシュかつフレッシュなパフォーマンスに加え、オーディエンスを「誰一人として置いていかない」持ち前のライブ力が生み出す多幸感溢れる一体感と、Vocal&Bass.Mutsumiによる全身全霊で想いを叫び放つエモーショナルな衝動的MCは、彼らを”ライブバンド”たらしめる大きな魅力だ。熱量と活力に満ち溢れた彼らのライブを一度体感してしまったら、もう前を向かずにはいられない。」と掲載されており、名実ともにまさしくといった実力を持ったライブバンドであることが伺える。(引用元:VOI SQUARE CAT OFFICIAL WEB SITE - BIOGRAPHY)

2020年9月に初の全国流通盤となるミニ・アルバム『RAISE A FLAG』をリリースし、10月にはアーリーベスト盤となる『Very Superior Collectibles - Early Years Best -』をリリース。完全自主マネージメントながらもその楽曲の魅力と持ち前のライブ力の高さから注目を集め、2021年9月・10月に、同世代の親友バンドであるNovelbright主催の対バンツアー「KICK THE AGE TOUR」の内2公演（KT Zepp Yokohama・Zepp Tokyo）にオープニングゲストとして出演。2022年3月には渋谷 CLUB QUATTROにてワンマンライブを行い、同年6月にライブキッズあるある中の人が立ち上げたLD&K内の新レーベル「RR RECORDS」から2nd Single「冷炎」をリリース。その後、同年に再びNovelbright主催の対バンツアー「KICK THE AGE TOUR」第2弾の内2公演（KT Zepp Yokohama・Zepp Tokyo）にオープニングゲストとして出演。
11月の渋谷Spotify O-CrestでワンマンライブをSOLD OUTさせ、2023年1月には Pulse Factoryとの共同企画「SUPER YAVAI BROTHERS」を東名阪にて3公演開催(ツーマンライブ)し全公演SOLD OUT。6月にはMini Album「BLOSSOM」をデジタルリリース。
その後、YOASOBI・KEYTALK・SURVIVE SAID THE PROPHET等が出演する広島の大型野外音楽フェス「FULL POWER FEST'23」の発起人である盟友のロックバンド RED in BLUEとのスプリットツアー「爆音少年連合飯店」を敢行。2024年2月には下北沢シャングリラにてワンマンライブを開催し、満員の中成功を収める。
その後7月にデジタルシングル「シナリオ」をリリースし、バンド結成日の9月12日には渋谷 CLUB QUATTROにて、盟友のNovelbrightを招き10周年記念ツーマンを開催しSOLDOUT。
同日よりギタリストとして新メンバー "Yumika" の加入を発表。5th Mini Album「THREE」をデジタルリリースし、リリースツアーを敢行。
2025年2月 渋谷Milkywayにて開催した初のフロアワンマンライブをSOLDOUTさせ、4月に6th Mini Album「SONIC」をリリース。リリースツアー「SONIC TOUR」を敢行し、その中で自身初の主催サーキットフェス「VOI FES 2025」を開催。いつか地元 浅草で開催したいと夢を語り大成功にて幕を閉じた。7月にツアーファイナルとして代官山UNITでワンマンライブを行い成功を収め、10月〜12月 3ヶ月連続の新曲リリースとそのリリースイベント「バッテリー」の開催を発表した。

## バンド名の由来
「You scare me」という英文（意:あなたは私を驚かせる）に惹かれ「音楽で人を驚かせてやろう」という想いを込めて採用されたのだが、このままだと印象が薄い等の理由から英単語を捩っていった結果、現バンド名になった。それぞれの単語は、「You」をイタリア語に変えて「VOI」に、「scare」はなんかパッとしないから「SQUARE」に、「me」はなんか締まらないから動物の名前にしたら覚えやすいんじゃないか、皆猫が好きだから「CAT」にしよう。といった流れでこの形となった為、原形が殆ど無い状態である。
(情報元はツイキャス配信にてメンバーの口から発言)

## メンバー
| 名前                 | 担当            | 備考 |
| -------------------- | --------------- | --- |
| Mutsumi （むつみ）   | ボーカル ベース | - 誕生日:2月17日 - 東京都浅草出身。 - オリジナルメンバー。 - 楽曲の作詞作曲を担当。 |
| Hasshi- （はっしー） | ドラムス        | - 誕生日:9月17日 - 埼玉県出身。 - オリジナルメンバー。 - グッズデザイン等PC業務を担当。 |
| Yumika （ゆみか）    | ギター          | - 誕生日:7月13日 - 東京都出身。 - 2024年9月に加入。 - 元所属バンドの無期限活動休止後、"ギターゆみか"名義でインスタグラム・YouTube等でインフルエンサーとして活動。 現メンバー2人とは2019年の対バンイベントで出会い、2024年に再会。ライブサポート期間を経て正式加入。 パチンコ店でのギター演奏等、インフルエンサー活動も引き続き行っている。 |

## ディスコグラフィ

### 配信限定作品
| #  | 発売日        | タイトル         | 初収録アルバム・備考                                                                                        |  |
| -- | ------------- | ---------------- | --- |  |
| 1  | 2018年4月1日  | ALONG            | Very Superior Collectibles - Early Years Best -                                                             |  |
| 2  | 2018年4月15日 | 共に             | Very Superior Collectibles - Early Years Best -                                                             |  |
| 3  | 2020年7月17日 | ヒカリ           | RAISE A FLAG                                                                                                |  |
| 4  | 2020年9月4日  | 反撃             | RAISE A FLAG                                                                                                |  |
| 5  | 2023年1月19日 | ネコカブリダンス | |  |
| 6  | 2023年2月18日 | DIVE             | |  |
| 7  | 2023年3月4日  | タイムカプセル   | |  |
| 8  | 2023年6月10日 | BLOSSOM          | デジタルミニアルバム <収録曲> 1.アネモネ 2.DIVE 3.雷鳴 4.ネコカブリダンス 5.タイムカプセル 6.again          |  |
| 9  | 2024年7月30日 | シナリオ         | |  |
| 10 | 2024年9月13日 | THREE            | 5th Mini Album <収録曲> 1.イタチゲーム 2.有名人になりたくて(Re Arrange ver.) 3.TOUR 4.シナリオ 5.fm bandmen |  |

### ミュージックビデオ
| 公開日     | 監督           | 曲名               | 備考                      |
| ---------- | -------------- | ------------------ | ------------------------- |
| 2017/11/28 | Ryoji Aoki     | Re Start           | 出演:よこせさくら         |
| 2019/09/20 | 竹内健太       | さよなら           |                           |
| 2022/03/25 | ミワカナコ     | 冷炎               |                           |
| 2022/06/07 | ミワカナコ     | フルボリューム     | ロケ地:グランスノー奥伊吹 |
| 2022/07/07 | ミワカナコ     | 軌跡               | 出演:イリヤ               |
| 2023/06/04 | 南雲直人       | ネコカブリダンス   |                           |
| 2023/06/10 | ミワカナコ     | アネモネ           | 出演:水瀬 慧              |
| 2024/09/19 | Shoki Nagamine | 有名人になりたくて | 出演:押田岳 ぽぽちゃん    |